# Sōgen-ji

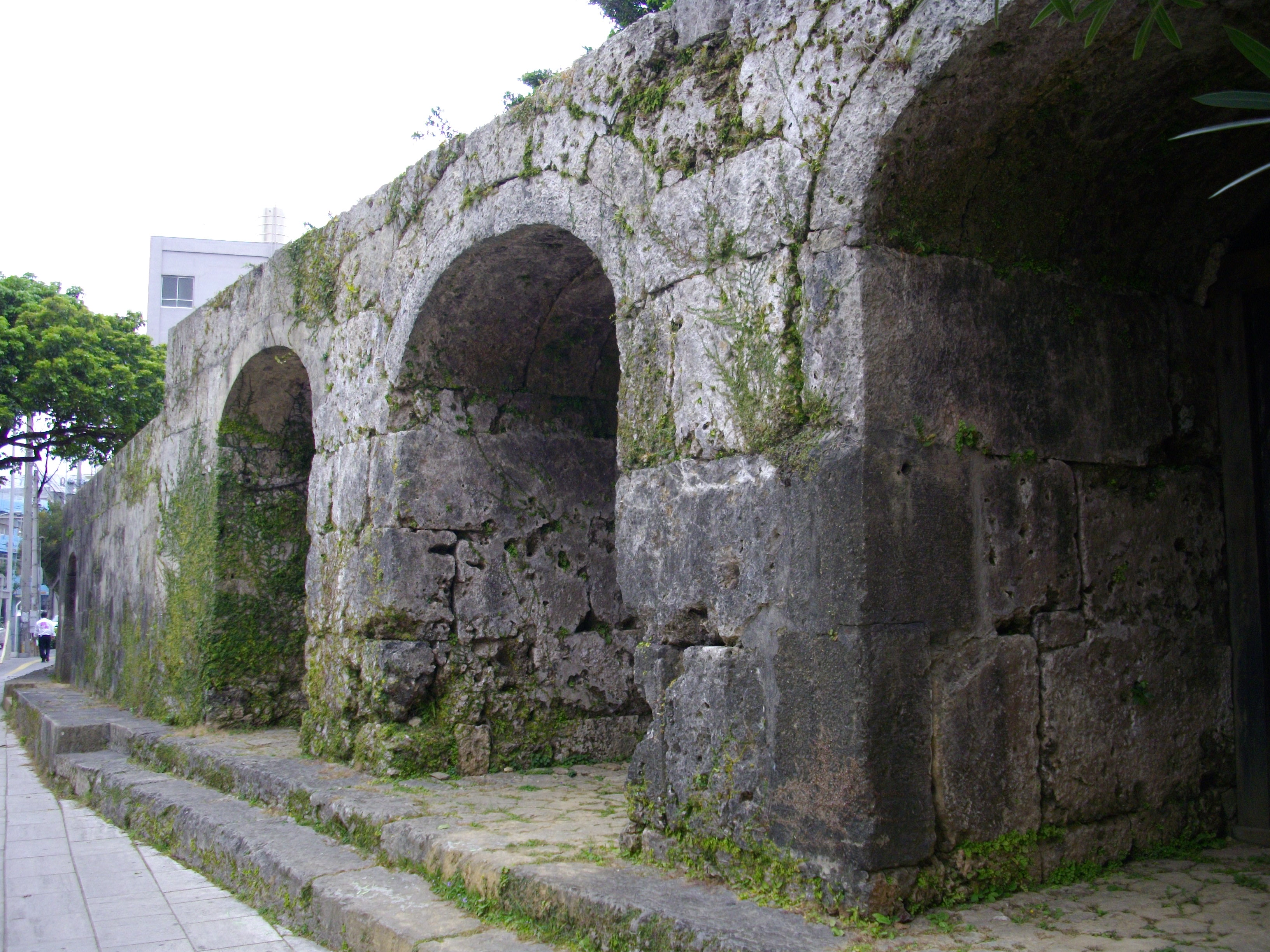
Portes en pierre de Sōgen-ji.

Le Sōgen-ji (崇元寺) est un temple bouddhiste  et un mausolée royal du royaume de Ryūkyū, situé à Naha, sur l'île d'Okinawa. Bâti durant le règne du roi Shō Shin (r. 1477-1526), il est détruit en 1945 lors de la bataille d'Okinawa.
En 1496, des plaques commémoratives représentant les rois du royaume de Ryukyu sont installées dans le temple, l'établissant comme mausolée royal. Toute personne entrant dans l'enceinte du temple, y compris le roi lui-même, doit descendre de cheval et entrer dans le temple à pied par respect pour les souverains antérieurs. Le site du temple est agrandi à cette époque en même temps que sont construits les massives portes en pierre et les murs qui subsistent encore de nos jours. Bien que ces plaques commémoratives royales aient continué à être consacrées au Sogen-ji pendant de nombreux siècles à partir de 1521, les restes des membres de la famille royales sont ensevelis au Tamaudun, achevé cette même année et situé à peu de distance du château de Shuri.
Tous les bâtiments du temple sont détruits lors de la bataille d'Okinawa en 1945 ; seuls les murs de pierre et les portes, les fondations et les marches, quelques tablettes et des stèles ont été épargnés. Il ne reste plus qu'une des deux tablettes de pierre érigées à l'extérieur des portes avertissant les visiteurs de mettre pied à terre. Le site est aujourd'hui un parc public.